# Clay Center (Ohio)
Pour les articles homonymes, voir Clay Center.
Clay Center est un village américain situé dans le comté d'Ottawa, dans l'Ohio. Selon le recensement de 2010, sa population est de 276 habitants.